# Centrul Educațional Anne Frank
Centrul Educațional Anne Frank (denumire originală Bildungsstätte Anne Frank, anterior Jugendbegegnungsstätte Anne Frank) este o instituție cu scop educativ din Frankfurt pe Main și Kassel. Scopul centrului este de a-i educa pe tineri și adulți cu privire la efectele discriminării și de a-i sensibiliza prin prezentarea biografiei Annei Frank în contextul politicii rasiste promovate de regimul național-socialist. Pe lângă un laborator de învățare, instituția educațională patronează două centre de consiliere pentru victimele discriminării și violenței.

## Istoric

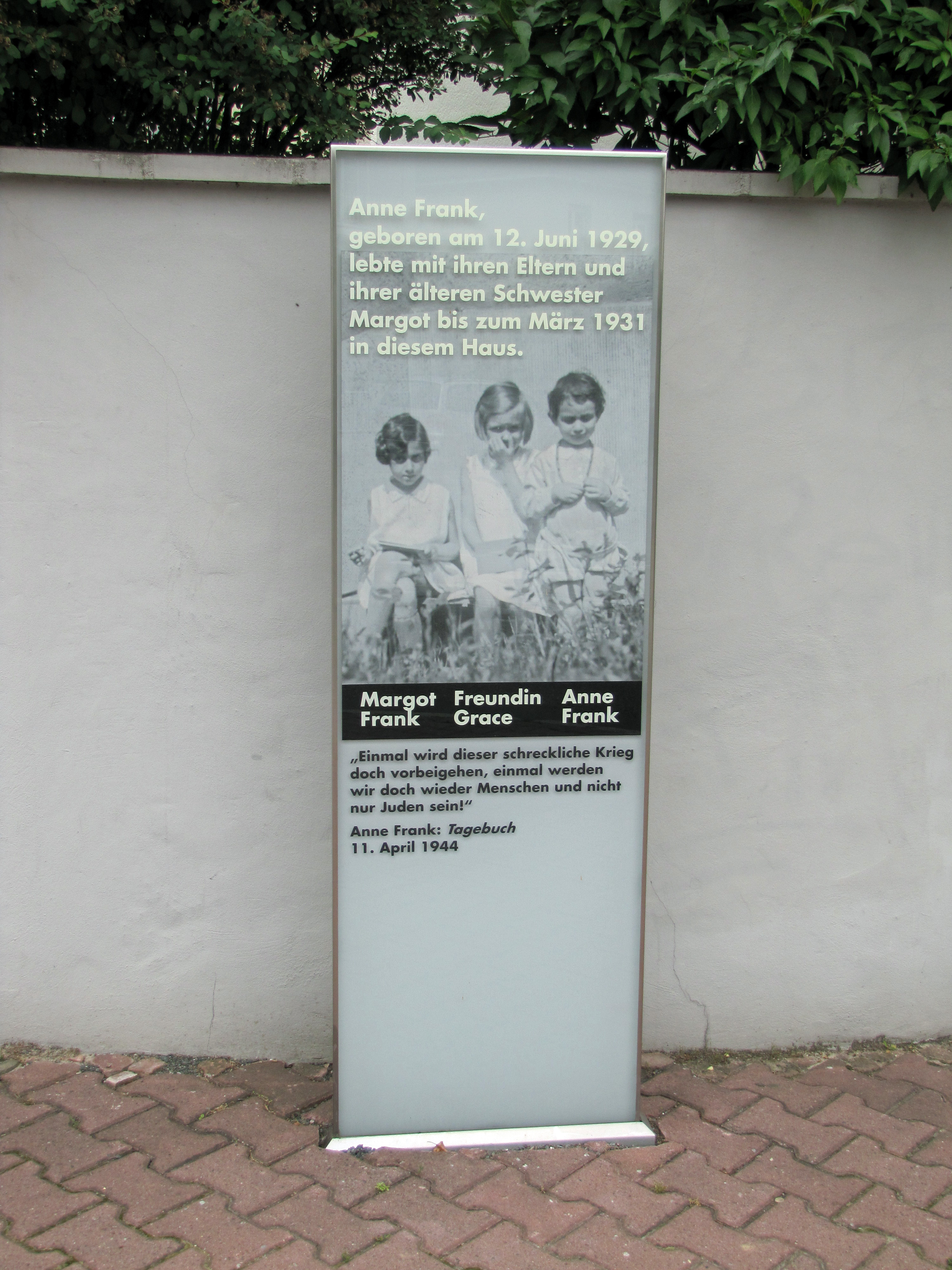
Placă memorială în fața casei în care s-a născut Anne Frank

Ideea unui centru de întâlniri pentru tineret la Frankfurt, locul de naștere al Annei Frank, are o istorie lungă.  Încă din anii 1950, tatăl Annei, Otto, și-a exprimat dorința de a fonda un centru educațional pentru tineri care să poarte numele Anne Frank. Cu toate acestea, intenția sa a fost materializată abia prin expoziția Anne aus Frankfurt. Leben und Lebenswelt Anne Franks a Muzeului de Istorie din Frankfurt din 1991 și prin proiectul Spurensuche Anne Frank din anii 1993/1994. În 1994 a fost înființată asociația Jugendbegegnungsstätte Anne Frank e.V. În paralel unii profesori și părinți din Dornbusch au alcătuit un grup de inițiativă a cetățenilor pentru crearea unui loc de întâlnire a tineretului. La 15 iunie 1997 a fost deschis centrul de întâlniri pentru tineri Anne Frank în fosta casă a tineretului, nu departe de fosta locuință a Annei Frank. În anul 2003 a fost deschisă ezpoziția multimedia Anne Frank. Ein Mädchen aus Deutschland, care a fost concepută și realizată în colaborare cu Casa Anne Frank (Amsterdam) și Anne Frank Zentrum (Berlin).
În 2013 centrul de întâlniri pentru tineri a fost redenumit Bildungsstätte Anne Frank. Schimbarea numelui evidențiază faptul că instituția este activă în multe alte domenii în afară de educarea tineretului.
În iunie 2018 s-a deschis expoziția permanentă „Anne Frank. Morgen mehr”, proiectată ca un laborator de învățare.

## Expoziții
Din 2003 până în 2017 Centrul Educațional Anne Frank a prezentat expoziția permanentă multimedia și interactivă Anne Frank. Ein Mädchen aus Deutschland, în care tinerii și adulții au avut posibilitatea de a explora biografia Annei Frank și istoria național-socialismului în interesul lor și de a descoperi „straturile istoriei”. Alte subiecte tratate au inclus istoria familiei Frank și viața evreiască din Frankfurt pe Main.
Expoziția permanentă a fost încheiată în martie 2017, iar în iunie 2018 a fost deschis un laborator interactiv de învățare „Anne Frank. Morgen mehr”.
În mai 2014 a fost inaugurat laboratorul mobil de educație Mensch, Du hast Recht(e)! privind rasismul, discriminarea și drepturile omului în cadrul Ministerului Afacerilor Sociale din landul Hessa. Începând de atunci a avut loc o expoziție itinerantă în zonele rurale pentru a-i sensibiliza pe tinerii locali cu privire la rasism și discriminare în zona lor învecinată și pentru a-i familiariza cu drepturile omului.
Între anii 2012 și 2017 Centrul Educațional Anne Frank a găzduit în mod regulat expoziții speciale: expoziția Omid ist mein Name – und der steht für Hoffnung (martie - octombrie 2012), de exemplu, a prezentat imagini referitoare la persecuția politică din Iran în anii 1980, în timp ce expoziția Homestory Deutschland organizată de Initiative Schwarze Menschen in Deutschland (ISD) a prezentat biografii ale unor personalități de culoare din trecut și prezent (februarie - iunie 2014). Odată cu reluarea expoziției permanente, expozițiile speciale au trebuit, de asemenea, să fie suspendate.

## Alte activități
Centrul Educațional Anne Frank oferă un program educațional cuprinzător care se adresează atât tinerilor și adulților: seminarii, training-uri și ateliere de lucru atât pe probleme de istorie, cât și pe probleme actuale, cum ar fi extremismul de dreapta, medierea sau curajul civil. În plus, sunt oferite cursuri de perfecționare pentru multiplicatori, discuții cu martori contemporani ai diferitelor evenimente și programe de schimb. Centrul educațional organizează, în colaborare cu Fundația Erinnerung, Verantwortung, Zukunft  (Evz), cu Centrul de Cercetare a Antisemitismului din cadrul Universității Tehnice din Berlin, cu Centrul pentru Educație al Institutului Fritz Bauer și cu Muzeul Evreiesc din Frankfurt, o serie de conferințe intitulată unghiul de vedere Blickwinkel. Antisemitismuskritisches Forum für Bildung und Wissenschaft.
Instituția educațională patronează, de asemenea, două centre de consiliere pentru victimele discriminării și violenței, response și ADiBe.

## Legături externe
- Site-ul Centrului Educațional Anne Frank